# Senne Lammens
Senne Lammens (Zottegem, 2002. július 7. –) belga utánpótlás válogatott labdarúgó, a Belga Pro League-ben szereplő Royal Antwerp játékosa. Posztját tekintve kapus.

## Pályafutása

### Klubcsapatokban
Lammens a Club Brugge akadémiáján kezdte pályafutását. 2019. december 11-én az akkor 17 éves kapus fejes gólt szerzett a Real Madrid utánpótlás csapata ellen a 95. percben a 2019-2020-as UEFA Ifjúsági Liga rájátszásában, ezzel továbbjuttatva csapatát a torna egyenes kieséses szakaszába.
2023. június 8-án Lammens ötéves szerződést írt alá a Royal Antwerp csapatával.

### A válogatottban
Lammens számos korosztályos válogatottban is pályára lépett eddigi pályafutása során.
2025 márciusában nevezték a belga válogatott keretébe a 2024–2025-ös UEFA Nemzetek Ligája osztályozó szakaszára az Ukrajna elleni mérkőzésekre 2025. március 20-án és 28-án, de nem lépett pályára.

## Statisztika

### Klubcsapatokban
2025. július 17-ei adatok alapján.
| Klub           | Szezon         | Liga                  | Liga | Liga | Nemzeti kupa | Nemzeti kupa | Kontinentális kupa | Kontinentális kupa | Más | Más | Összes | Összes |
| Klub           | Szezon         | Bajnokság             | P.   | Gól  | P.           | Gól          | P.                 | Gól                | P.  | Gól | P.     | Gól    |
| -------------- | -------------- | --------------------- | ---- | ---- | ------------ | ------------ | ------------------ | ------------------ | --- | --- | ------ | ------ |
| Club NXT       | 2020–21        | Challenger Pro League | 13   | 0    | –            | –            | –                  | –                  | –   | –   | 13     | 0      |
| Club Brugge    | 2021–22        | Belga Pro League      | 2    | 0    | 0            | 0            | 0                  | 0                  | 1   | 0   | 3      | 0      |
| Club Brugge    | 2022–23        | Belga Pro League      | 9    | 0    | 0            | 0            | 0                  | 0                  | 2   | 0   | 11     | 0      |
| Royal Antwerp  | 2023–24        | Belga Pro League      | 0    | 0    | 2            | 0            | 1                  | 0                  | 15  | 0   | 18     | 0      |
| Royal Antwerp  | 2024–25        | Belga Pro League      | 30   | 0    | 0            | 0            | 1                  | 0                  | 13  | 0   | 44     | 0      |
| Karrier összes | Karrier összes | Karrier összes        | 54   | 0    | 2            | 0            | 2                  | 0                  | 31  | 0   | 89     | 0      |

1. ↑  Pályáralépés a Belga Szuperkupában

## Sikerei, díjai
Club Brugge
- Belga Szuperkupa: 2021[4]

Royal Antwerp
- Belga Szuperkupa: 2023[5]

## Fordítás
Ez a szócikk részben vagy egészben  a   Senne Lammens című angol Wikipédia-szócikk fordításán alapul.  Az eredeti cikk szerkesztőit annak laptörténete sorolja fel. Ez a jelzés csupán a megfogalmazás eredetét és a szerzői jogokat jelzi, nem szolgál a cikkben szereplő információk forrásmegjelöléseként.